# Mace (luchador)
Brennan Marcel Williams (Easton, 5 de febrero de 1991) es un luchador profesional y exjugador de fútbol americano estadounidense. Es conocido por haber trabajado para le empresa WWE, donde se presentó bajo los nombres de Mace, y ma.çé'. 
Antes de comenzar su carrera en la lucha libre profesional, Williams fue seleccionado por los Houston Texans de la National Football League en la tercera ronda (89 en general) del Draft de la NFL 2013. Jugó fútbol americano universitario en Carolina del Norte.

## Primeros años
Williams nació en el norte de Easton, Massachusetts y asistió a la Catholic Memorial School.
Mientras estaba en Catholic Memorial, Williams fue miembro del equipo de PrepStar's High School All-America, miembro del equipo "Super 26" en 2008, un equipo totalmente escolástico del Boston Globe y Boston Herald. Fue nombrado All-Conference como junior y senior. Fue calificado como el octavo mejor liniero ofensivo del país por SuperPrep All-America. Rivals.com lo calificó como el séptimo mejor escolta ofensivo del país. Scout.com lo calificó como el decimoquinto mejor liniero ofensivo del país. ESPN.com lo calificó como el 35.º mejor tackle ofensivo del país. También fue miembro de los Rivals 250. También jugó en el U.S. Army All-American Bowl.
El 15 de febrero de 2014, el número 73 de Williams fue retirado por Catholic Memorial.

## Carrera como jugador de fútbol americano

### Universitario
Williams recibió una beca deportiva para asistir a la Universidad de Carolina del Norte en Chapel Hill, donde jugó para el equipo de fútbol americano North Carolina Tar Heels de 2009 a 2012. En su último año en 2012, recibió una mención de honor en los honores de la  Atlantic Coast Conference (ACC). Williams tuvo una rotura de labrum en su último año de universidad. Williams se especializó en comunicaciones mientras asistía a Chapel Hill.

### Profesional
Los Houston Texans seleccionaron a Williams en la tercera ronda con la 89.º selección general del Draft de la NFL 2013. Sin embargo, se perdería su temporada de novato con una microfractura en la rodilla. El 21 de julio de 2014 fue puesto en libertad.
El 20 de febrero de 2015, Williams fue firmado por los Jacksonville Jaguars, con un contrato de dos años, con la intención de ser un respaldo del abridor Jeremy Parnell. El 29 de agosto de 2015, Williams fue liberado por Jacksonville.
El 20 de octubre de 2015, los New England Patriots firmaron a Williams en su escuadrón de práctica. Se le concedió su renuncia dos días después.

## Carrera como luchador profesional

### Reality of Wrestling (2016)
Después de ser liberado por los Patriots, Williams regresó a Houston para entrenar y convertirse en luchador profesional. El 27 de octubre de 2015, se anunció que Williams estaba siendo entrenado por el luchador de la WWE Booker T para convertirse en luchador profesional.
Hizo su debut con Reality of Wrestling el 1 de febrero de 2016, bajo el nombre en el ring de Marcellus Black.

### WWE (2016-2023)
El 11 de febrero de 2016, Williams participó en una prueba de la WWE en el WWE Performance Center en Orlando, Florida. El 1 de agosto de 2016, WWE anunció oficialmente el fichaje de Williams, quien comenzó a entrenar en el Performance Center el mismo día.
Hizo su debut en el ring para la compañía en un evento en vivo de NXT en Orlando, Florida el 30 de septiembre de 2016, compitiendo en una battle royal. En junio de 2019, a Brennan se le dio el nuevo nombre el ring de Dio Maddin. Sin embargo, el 10 de septiembre de 2019, Maddin se unió al equipo de comentaristas de 205 Live, reemplazando a Nigel McGuinness. Más tarde ese mismo mes, WWE anunció como parte de su «semana de estreno» que los equipos de comentaristas cambiarían, y Maddin se convertiría en analista del equipo de comentaristas de Raw con Vic Joseph y Jerry Lawler. Su trabajo como comentarista finalizó en noviembre de 2019, cuando fue enviado de regreso a NXT para entrenar. Su ausencia se explicó cuando, en la edición del 4 de noviembre de 2019 de Raw, Maddin fue atacado por Brock Lesnar, quien realizó un F-5 a Maddin a través de la mesa de comentaristas.
Hizo su regreso a Raw el 21 de septiembre de 2020, como parte de la facción Retribution, bajo el nuevo nombre en el ring de MACE.
En el SmackDown! WrestleMania Edition, junto a sus compañeros de RETRIBUTION (SLAPJACK & T-BAR), participó en el André the Giant Memorial Battle Royal, junto a T-BAR eliminaron a Drew Gulak y a Humberto Carrillo, también eliminó a Jaxson Ryker, sin embargo fue eliminado por Mustafa Ali. la siguiente semana en el Main Event emitido el 17 de junio, junto a T-BAR derrotaron Lucha House Party (Gran Metalik & Lince Dorado),
5 días después en SmackDown, participó en el Black Friday Invitational Battle Royal por una oportunidad al Campeonato Universal de la WWE de Roman Reigns, sin embargo fue eliminado por Madcap Moss.
En el episodio del 15 de abril de 2022 de SmackDown, Mace regresó en un segmento oscuro como la primera adquisición de LA Knight bajo Knight Model Management. Tras el anuncio, Mace derrotó a Erik de The Viking Raiders en un dark match. En el episodio del 1 de julio de "SmackDown", Knight, ahora conocido como Max Dupri, anunció a Mace y Mansoor, bajo los nombres modificados "ma.çé" y "mån.sôör", como su nuevo equipo, Maximum Male Models.
En el SmackDown WrestleMania Edition de 2023, participó en el André the Giant Memorial Battle Royal, eliminando a Angelo Dawkins y a Ivar, sin embargo fue eliminado por Dexter Lumis.
En el episodio de Raw del 15 de mayo, participó en el 20-Man Battle Royal por una oportunidad al Campeonato Mundial Intercontinental de GUNTHER en Night Of Champions, y junto a man.şôòr eliminaron a Dexter Lumis, sin embargo fue  eliminado por Otis, después de eso fueron perseguidos por Lumis. El 21 de septiembre, Mace fue liberado de su contrato por WWE.

## Vida personal
Williams es hijo del ex ala defensiva de la NFL Brent Williams y su esposa Jacquelyn. Tiene tres hijos con su esposa Ciarra. Su hermano Cam jugó como apoyador de Ohio State Buckeyes, y actualmente es un cazatalentos de los New England Patriots.
Williams era un fanático de la lucha libre profesional mientras crecía, habiendo citado a Eddie Guerrero y The Great Muta como algunos de sus favoritos. También es fanático de los videojuegos, el anime y el manga; su nombre en el ring Dio Maddin está inspirado en Dio Brando, un antagonista de JoJo's Bizarre Adventure.

## Otros medios
Williams ha aparecido en varias transmisiones en el canal de YouTube de juegos de rol The Third Wheel, sobre todo en el papel de The Batsu Sama, «la persona más aterradora del mundo». Se unió a la serie principal del canal Thrilling Intent, como un asesino llamado Harlock, con un brazo biónico y amor por las trampas, además de otra serie del canal, No Smarts But Hearts, donde interpreta al prestigioso Clover Von Krone, un miembro afectuoso pero increíblemente fuerte de la élite de los Caballeros Aventureros.
También ha hecho voz en off/narración para varios videos, como «Jojo's Bizarre Adventure Part 2» de Did You Know Anime, y «Welcome to YouTube Comments (2016) - Part 1» de JelloApocalypse.

## Premios y logros
- WrestleCrap
  - Gooker Award (2020) – RETRIBUTION[47]